# سیارک ۱۳۲۵۱
سیارک ۱۳۲۵۱ (به انگلیسی: 13251 Viot، نامگذاری:1998OP) سیزده هزار و دویست و پنجاه و یکمین سیارک کشف شده‌است که در ۲۰ ژوئیه ۱۹۹۸ کشف شد.